# Vence
Vence (Venca på Provençal) er en mindre by (og kommune) i den sydøstlige del af Frankrig.
Indbyggerne kaldes "les Vençois".
Byen ligger i departementet Alpes-Maritimes, nordvest for Nice ved den franske riviera.

## Klima
Klimaet er, som resten af denne del af Frankrig, præget af varme, tørre somre, milde solrige vintre og våde mellemsæsoner. Der kan
dog, på grund af områdets topografi, være signifikante variationer, selv indenfor relativt korte afstande. (Se artiklen om
klimaet i departementet.)

## Demografi
| 1793  | 1800  | 1806   | 1821   | 1831   | 1836   | 1841  | 1846  | 1851  |
| ----- | ----- | ------ | ------ | ------ | ------ | ----- | ----- | ----- |
| 2.615 | 2.657 | 3.020  | 3.045  | 3.612  | 3.156  | 3.165 | 3.101 | 2.974 |
| 1856  | 1861  | 1866   | 1872   | 1876   | 1881   | 1886  | 1891  | 1896  |
| 2.733 | 2.710 | 2.755  | 2.828  | 2.770  | 2.761  | 2.903 | 3.103 | 3.043 |
| 1901  | 1906  | 1911   | 1921   | 1926   | 1931   | 1936  | 1946  | 1954  |
| 3.124 | 3.208 | 3.498  | 3.090  | 4.192  | 4.876  | 5.495 | 5.685 | 6.278 |
| 1962  | 1968  | 1975   | 1982   | 1990   | 1999   |       |       |       |
| 7.874 | 9.420 | 11.385 | 13.119 | 15.330 | 16.982 |       |       |       |

## Fodnoter
1. ↑  Vence – Notice Communale